# Kościół św. Krzysztofa we Wrocławiu

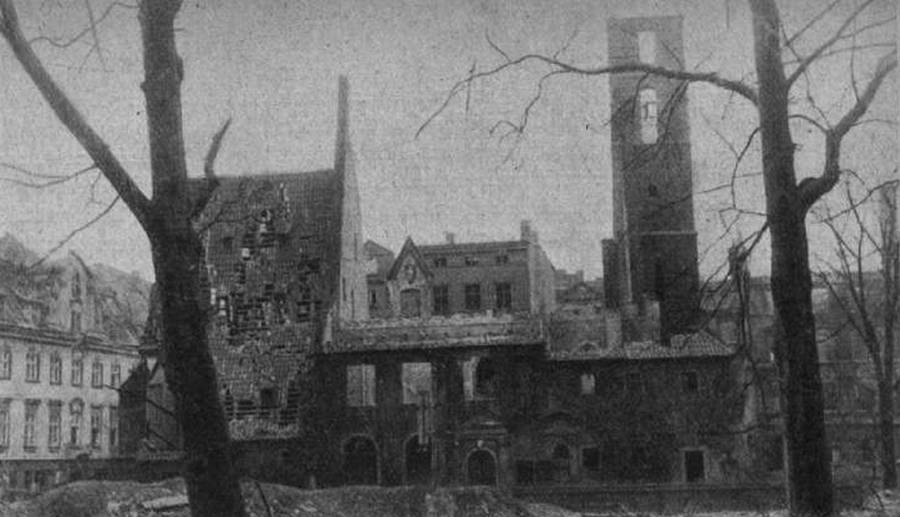
Kościół św. Krzysztofa, 1945

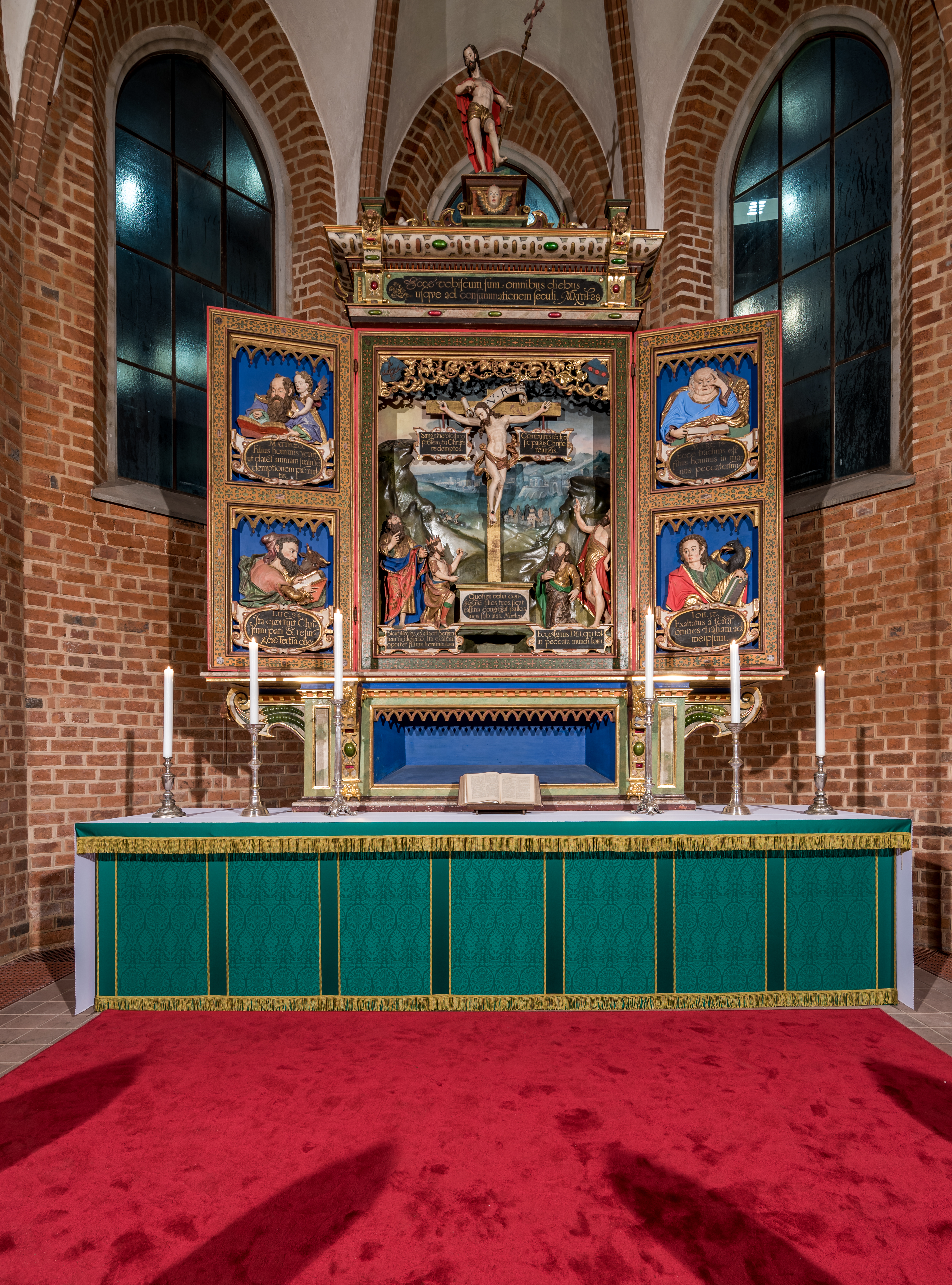
Manierystyczny tryptyk z Masłowa

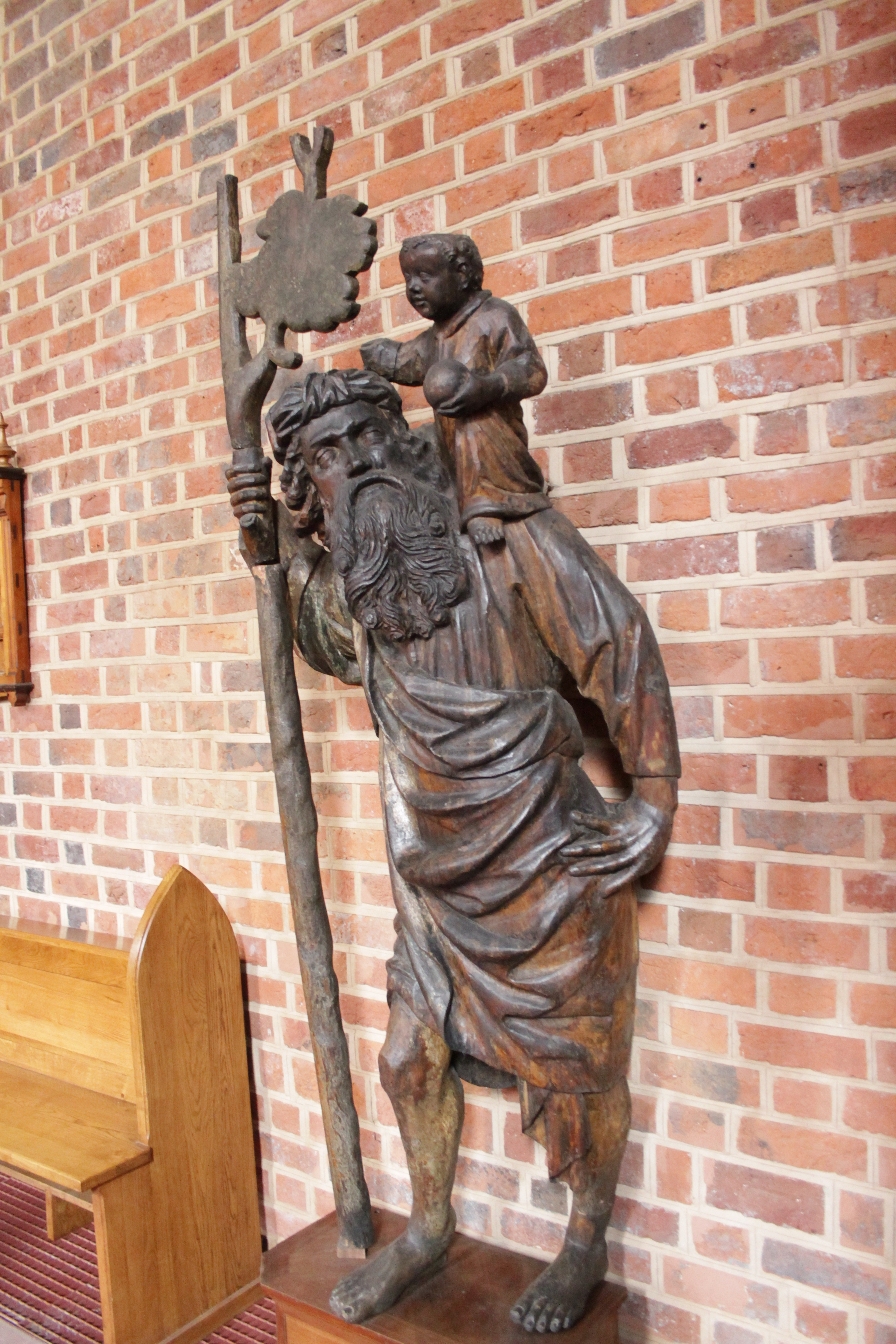
Figura Św. Krzysztofa (1462)

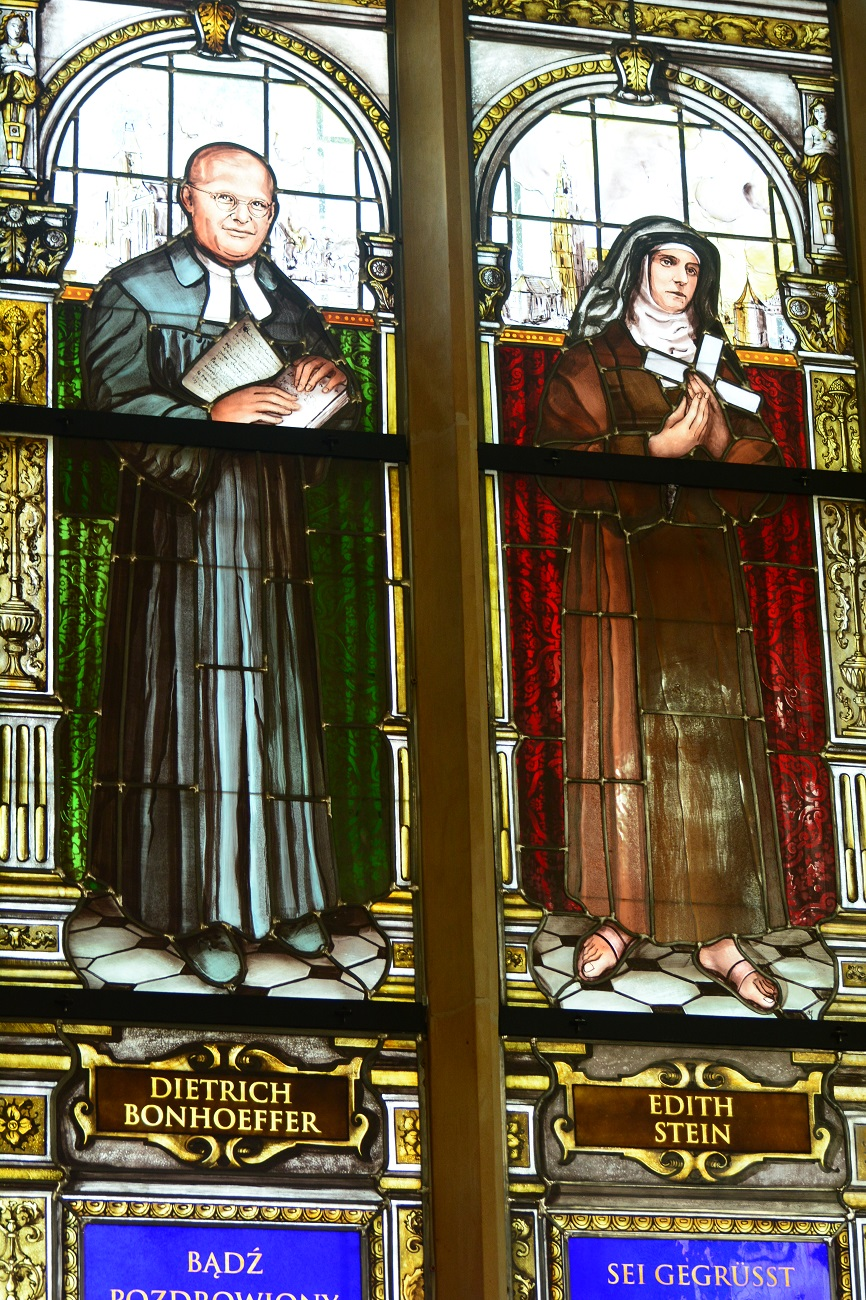
Witraże „Czterech męczenników XX wieku” – Dietrich Bonhoeffer i Edyta Stein

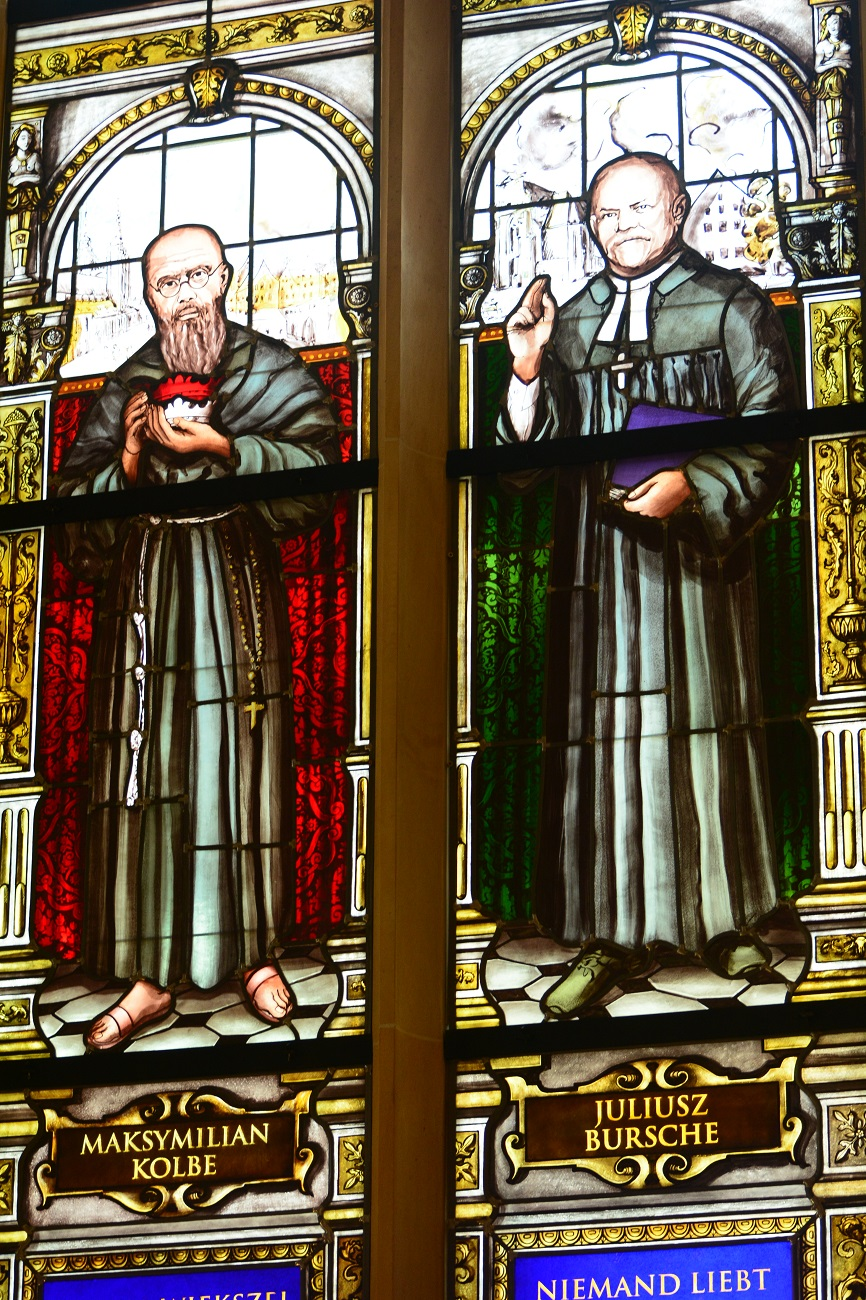
Witraże „Czterech męczenników XX wieku” – Maksymilian Kolbe i Juliusz Bursche

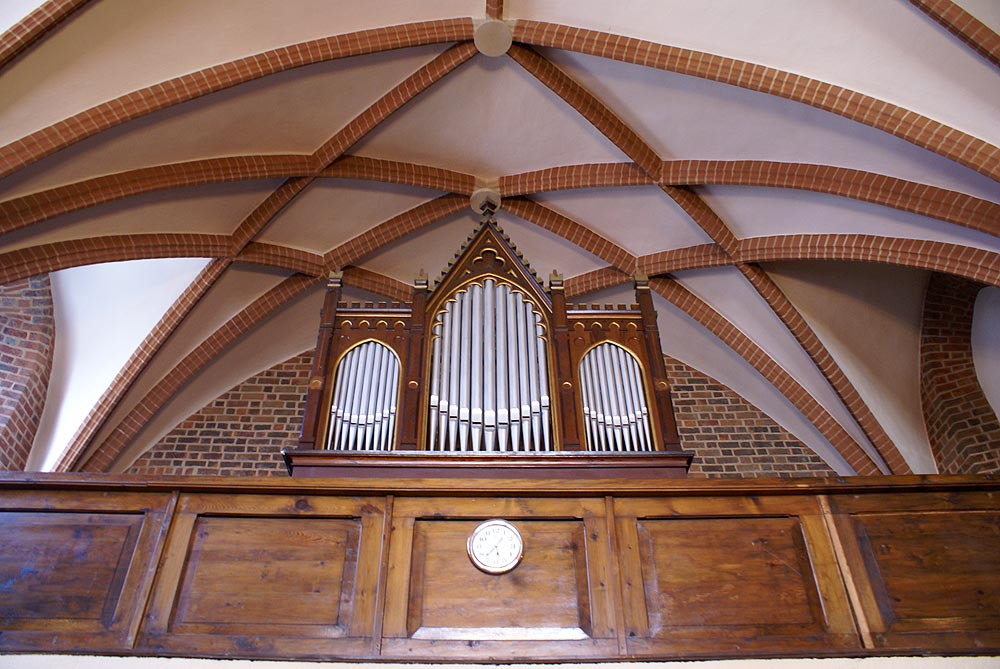
Romantyczne organy na emporze

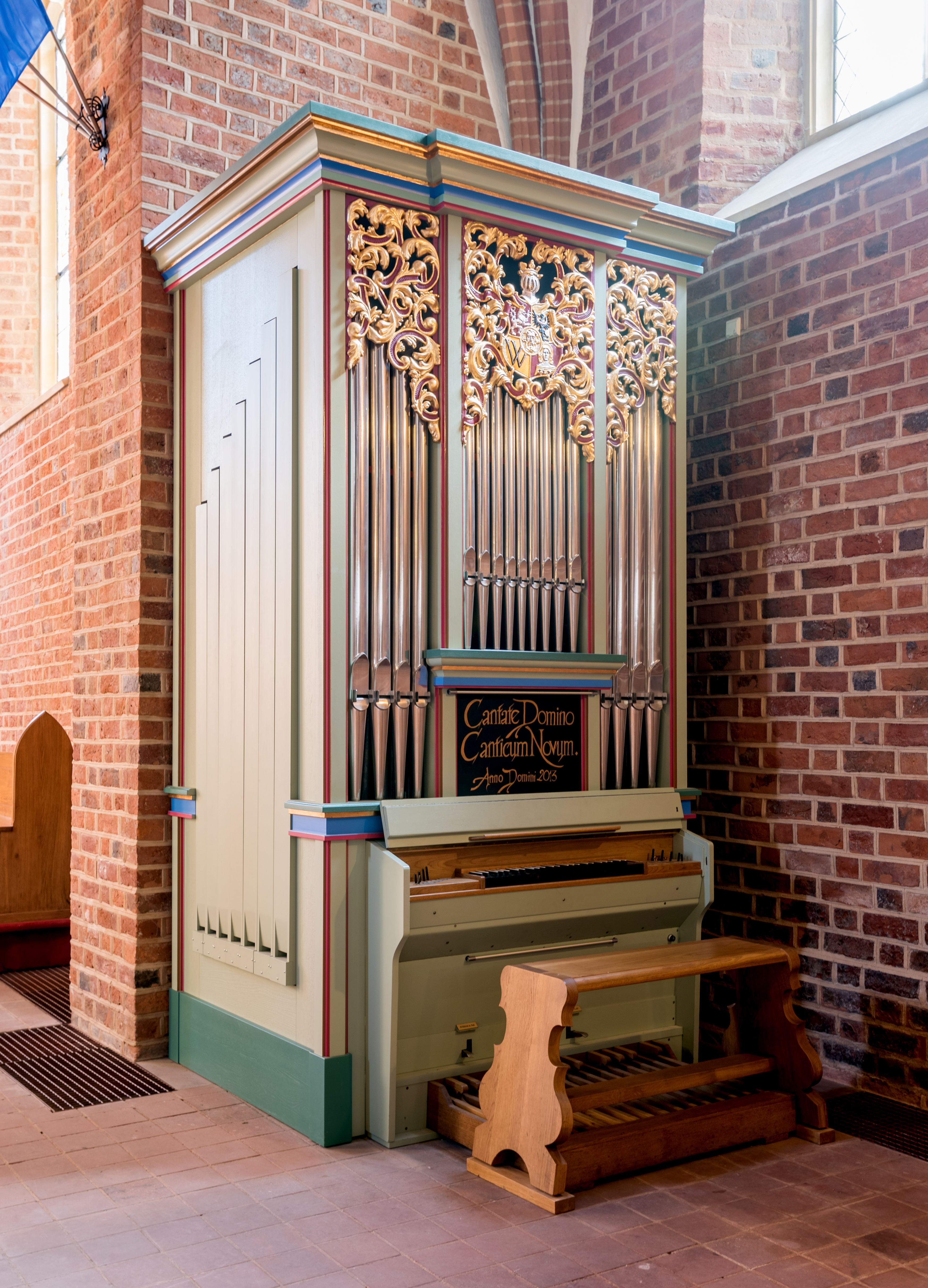
Neobarokowe organy w nawie

Kościół św. Krzysztofa we Wrocławiu – kościół ewangelicko-augsburskiej parafii św. Krzysztofa we Wrocławiu, położony przy pl. św. Krzysztofa znajdującym się na rogu ul. Kazimierza Wielkiego i Wierzbowej.

## Historia

### Do 1945
Pierwotnie na jego miejscu znajdowała się kaplica pogrzebowa św. Marii Egipcjanki, należąca do parafii św. Marii Magdaleny. Pierwsza wzmianka o niej pochodzi z 1267 z dokumentu fundatora, księcia Władysława wrocławskiego. Znajdowała się pod opieką cechu kuśnierzy, mieszkających przy dzisiejszej ulicy Oławskiej i w okolicach.
Na początku XV wieku kaplicę przebudowano na gotycki kościół. Dzieło architekta i mistrza kamieniarskiego Henryka z Ząbkowic (Heinricha Frankensteina) było jednonawową trzyprzęsłową ceglaną budowlą na planie prostokąta 32×16 metrów. Nawa nakryta jest sklepieniem sieciowym (które było nowością we Wrocławiu), natomiast jednoprzęsłowe pięcioboczne prezbiterium – krzyżowo-żebrowym. Dwuspadowy stromy dach kryty był dachówką. Kościołem, tak jak pobliską Bramą Oławską, opiekowali się wciąż kuśnierze; był on też co najmniej od 1416, kiedy wygłaszano w nim polskie kazania, ośrodkiem skupiającym mieszkających we Wrocławiu Polaków. W połowie XV wieku kościół zmienił patrona na św. Krzysztofa, dzięki czemu uzyskał znaczne korzyści, potwierdzone przez papieża. W 1461 dobudowano do kościoła kwadratową wieżę zwieńczoną hełmem w kształcie ostrosłupa z ołowianej blachy. W 1539 roku kościół otrzymał zegar, w 1575 zmieniona została konstrukcja wieży i hełmu na renesansowy, a w 1602 dobudowano zakrystię.
Od początku XVI wieku zaczęły znacznie rosnąć we Wrocławiu wpływy reformacji. Od ok. 1560 do 1720 istniała przy kościele polska szkoła luterańska, zgodnie z naukami Lutra, nakazującymi umożliwianie wyznawania wiary i pobierania nauki w języku ojczystym. Dzieci uczyły się tu od 1619 katechizmu i recytacji Biblii po polsku. Kierownikiem tej szkoły był ks. Michał Kuschius, kaznodzieja, autor wydanego drukiem w 1646 „Przewodnika do języka polskiego” (niem. Wegweiser zur polnischen und deutschen Sprache). W 2 połowie XVIII w. działał tu ks. Paweł Twardy. Centralizacja edukacji przez Fryderyka II po 1764 roku zmierzała do likwidacji narodowościowej roli kościoła ewangelickiego. W 1809 pruskie Ministerstwo Spraw Wewnętrznych domagało się od konsystorza przerwania wygłaszania kazań po polsku, czesku i serbołużycku. Mimo to w kościele św. Krzysztofa aż do 1829 odbywały się regularne polskie nabożeństwa, przez następne dziesięciolecia już coraz rzadziej, aż do roku 1888, kiedy to kościół stał się siedzibą filiału parafii św. Marii Magdaleny.
Kościół stał pośrodku otoczonej murem działki, po usunięciu muru nazwano to miejsce placem św. Krzysztofa. Przy skrzyżowaniu ulicy Wierzbowej (Weidenstraße) z Oławską (Ohlauer Straße) mieszkał w wolno stojącym budynku pastor i dzwonnik. W latach 1866–1869 zasypano przepływającą wzdłuż północnej krawędzi przykościelnego placu odnogę Oławy, zwaną „Czarną” lub „Miejską”.
W latach 1870. władze miasta utworzyły wokół kościoła targowisko, wyburzając domy pastora i dzwonnika i stawiając w 1879 roku halę do handlu zbożem. Nowy obiekt nie cieszył się popularnością i 10 lat później teren przeznaczono na zieleń.

### Po 1945
Pod koniec oblężenia Wrocławia w 1945 uległ znacznym zniszczeniom, szacowanym na 75%. Odbudowywany był w latach 1947–1949 i 1957–1958 według projektów Edmunda Małachowicza (tego samego, który realizował odbudowę pobliskiego Muzeum Architektury i renowację katedry) i Rachwalskiego. W czasie odbudowy wykorzystano elementy architektoniczne z nieczynnych dolnośląskich kościołów ewangelickich: manierystyczny tryptyk z Masłowa, a także neogotyckie ławki, ambonę, kamienną chrzcielnicę i organy firmy Schlag & Söhne z 1909 ze Słupca koło Nowej Rudy.
W 1958 roku kościół przekazano ewangelickiej parafii św. Marii Magdaleny (do której kościół należał przed wojną) i zgromadzonym wokół niej pozostałym we Wrocławiu Niemcom. Następnie utworzono duszpasterstwo „zborów niepolskich”, a dopiero w 1993 została zatwierdzona przez konsystorz parafia ewangelicka św. Krzysztofa, obejmująca obecnie – prócz wrocławskiego – zbory z Jeleniej Góry, Legnicy, Lubania i Wałbrzycha.
W roku 1966 wyremontowano elewację, w latach 1969–1970 zrekonstruowano (z wyraźnymi zmianami) wg proj. Edmunda Małachowicza renesansowy hełm wieży, a w 2013 roku wybudowano drugie organy, umieszczone na poziomie posadzki – mechaniczny neobarokowy instrument firmy Walcker.
W latach 70. zburzono przyległą zabudowę w ciągu dawnej wewnętrznej fosy, aby stworzyć miejsce dla Trasy W-Z. Odtąd kościół stoi w nienaturalnym otoczeniu, na skraju trasy szybkiego ruchu, przy rampach tunelu. Po drugiej stronie ulicy Wierzbowej znajduje się natomiast zabytkowy Pałac Oppersdorfów oraz działka po wyburzonej drukarni na której w roku 2015 zakończono budowę biurowca „Dominikański”.

## Wyposażenie

### Ołtarz
Obecnie w kościele znajduje się manierystyczny ołtarz drewniany pochodzący z kościoła Matki Bożej Nieustającej Pomocy (dawniej ewangelicki Świętej Trójcy) w Masłowie koło Trzebnicy. Najprawdopodobniej został wykonany przez wrocławskiego rzeźbiarza w latach 1591/1592. Tryptyk zawiera w swym programie ideowym kwintesencję luterańskiej konfesji. Nigdzie na Śląsku nie znajdziemy tak dobitnie ukazanego w plastycznej redakcji przekazu odwołującego się do tożsamości wyznaniowej uczniów i naśladowców Marcina Lutra.
Centrum ołtarza wypełnia scena „Alegorycznego Ukrzyżowania”, w którym to przedstawieniu figurze ukrzyżowanego Chrystusa towarzyszy grupa postaci – Mojżesz i Dawid z jednej, Apostoł Paweł i Jan Chrzciciel z drugiej strony krzyża. Są oni tutaj świadkami i orędownikami ofiary Syna Bożego. Dalszymi nowotestamentowymi postaciami poświadczającymi „prawdę męki Zbawiciela” są Ewangeliści – ich popiersia zostały umieszczone w kwaterach awersów skrzydeł. Na rewersach znajdują się malowane przedstawienia – Wizji Ezechiela i Ofiary Abrahama oraz Sądu Ostatecznego i Niesienia Krzyża. Nieruchome skrzydła zewnętrzne ołtarza mieszczą malowane medaliony z przedstawieniami personifikacji Cnót – Wiary i Miłosierdzia. Partia centralna ołtarza od góry zamknięta jest wydatnym gzymsem, a całość wieńczy figura Chrystusa Zmartwychwstałego. Poniżej, na fryzie belkowania, zamieszczona jest inskrypcja – fragment Ewangelii św. Mateusza (Mat. 28,20). W partii predelli ołtarza znajduje się prostokątna nisza niegdyś zajęta przez reliefowe przedstawienie sceny Ostatniej Wieczerzy. Dzisiaj brak jest także licznych fragmentów dopełniających przede wszystkim program ikonograficzny przedstawienia centralnej szafy i zwieńczenia retabulum. Nie ma już pelikana karmiącego młode (w tle po prawej), feniksa odradzającego się z popiołu (w tle po lewej), sceny Wywyższenia Węża Miedzianego (po lewej stronie drzewca krzyża), tablic inskrypcyjnych trzymanych przez Dawida i św. Pawła, a pod krzyżem brak kwoki przykrywającej skrzydłami kurczęta. W przeszłości po bokach figury Chrystusa Zmartwychwstałego – trzymającego nie tak jak obecnie krzyż, ale chorągiewkę rezurekcyjną – były także jeszcze dwie rzeźby aniołów.

### Figura Św. Krzysztofa
Drewniana figura świętego ponadnaturalnej wielkości jest dziełem nieznanego artysty. Została wykonana w roku 1462, następnie przechodziła renowację w latach 1591, 1826 i 1935. Pierwotnie znajdowała się na zewnątrz kościoła, w niszy w elewacji północnej. Właśnie to uchroniło ją przed zniszczeniem podczas pożaru wnętrza kościoła w roku 1945. Obecnie znajduje się we wnętrzu świątyni, nieopodal kazalnicy.

### Maswerki i witraże
W latach 2016-2018, z inicjatywy ówczesnego proboszcza ks. Andrzeja Fobera, prowadzona była rekonstrukcja gotyckich laskowań i maswerków okiennych, wraz z wykonaniem i osadzeniem w nich zróżnicowanego zespołu witraży. Do roku 2017 przeprowadzono prace przy oknach południowych – dwóch w prezbiterium i jednym w nawie. Zainstalowano w nich kopie renesansowych witraży herbowych, które znajdowały się w świątyni aż do początku XX wieku, kiedy to zostały zdemontowane i do dziś znajdują się w zbiorach Muzeum Narodowego we Wrocławiu. Najprawdopodobniej właśnie dzięki temu przetrwały one dwie wojny światowe i po 100 latach herby wrocławskich możnych mogły wrócić do wnętrza kościoła św. Krzysztofa. W roku 2017 dwa okna północne nawy zyskały kamieniarkę, a w roku 2018 zamontowano w nich witraże przedstawiające 14 herbów rodów śląskich, ufundowane przez te rodziny. W tym samym roku maswerk i szklenie witrażowe zyskało okno środkowe południowe okno nawy, w całości ufundowane przez jedną rodzinę, krewnych ostatniego przedwojennego proboszcza Kościoła Pamięci Króla Gustawa Adolfa na Sępolnie, który dziś należy do parafii św. Krzysztofa. Jednak najbardziej spektakularne są witraże wokół ołtarza, ekumenicznie i międzynarodowo upamiętniające czterech męczenników XX wieku: ks. Dietricha Bonhoeffera, Edytę Stein, o. Maksymiliana Kolbego i ks. bpa Juliusza Burschego (dwóch ewangelików i dwoje katolików; dwoje Niemców i dwóch Polaków). Witraże te w warstwie malowanej architektury zostały zaprojektowane przez Zygmunta Łuniewicza we współpracy z Elżbietą Gajewską-Prorok i Tomaszem Kmitą-Skarsgårdem, a w zakresie przedstawień postaci przez Magdalenę i Marcina Czeskich. Całość została wykonana w pracowni witrażowej Marcina Czeskiego ze szkła bawarskiej huty Lamberts.

### Organy

#### Organy romantyczne firmy Schlag & Söhne / Szydłowski
12 głosów, dwa manuały i pedał, traktura gry i rejestrów pneumatyczna. Organy zostały wybudowane przez firmę Schlag & Söhne w 1909 r. (opus 860) dla kaplicy w Słupcu k. Nowej Rudy. W obecne miejsce zostały translokowane w 1958 r. przez członka parafii – Theodora Böhmego. Oryginalnie posiadały 12 registrów, w tym 5 głosów realnych. W 1993 r. remont i przebudowę przeprowadził Antoni Szydłowski z Wrocławia. Wyposażył organy w nowe wiatrownice stożkowe oraz wykonał piszczałki 7 głosów, tym samym wszystkie 12 registrów stało się realnymi. Strój równomiernie temperowany, a1 = 432 Hz.
| I Hauptwerk C–f³ |                |        |
| 1.               | Bordun         | 16′    |
| 2.               | Principal      | 8′     |
| 3.               | Gedackt        | 8′     |
| 4.               | Octave         | 4′     |
| 5.               | Gemshornquinte | 2 2/3′ |
| 6.               | Super Octave   | 2′     |
|                  | II/I           |        |

| II Oberwerk C–f³ |            |    |
| 7.               | Portunal   | 8' |
| 8.               | Salicional | 8' |
| 9.               | Flöte      | 4' |
| 10.              | Dolce      | 4' |

| Pedal C–d1 |          |     |
| 11.        | Subbass  | 16' |
| 12.        | Dulciana | 8'  |
|            | I/P      |     |
|            | II/P     |     |

#### Organy neobarokowe firmy Walcker
7 głosów, manuał i pedał, traktura gry i rejestrów mechaniczna. Instrument firmy Walcker, wybudowany najprawdopodobniej pod koniec lat 50. XX w. W 2013 roku jego zasadnicza część została translokowana z kościoła św. Krzyża w Sieglar koło Troisdorfu w obecne miejsce. Renowację poszczególnych elementów oraz ich montaż powierzono organmistrzowi Tomaszowi Szałajdzie. Organy otrzymały zupełnie nową szafę, dębową ławkę i klawiaturę pedałową – zaprojektowane przez Tomasza Kmitę-Skarsgårda i Pawła Gardynika (kolorystyka), a wykonane przez firmę wrocławskiego stolarza Leszka Jakuszkina, która dostarczyła także duplikaty uszkodzonych drewnianych podzespołów. Dodatkowo instrument wyposażono w nowy rejestr – kameralnie intonowany pryncypał 8' (C-Fis drewno; G-f3 cyna 70%), a także wykonano nowe okładziny dla klawiszy manuału (Adam Olejnik, heban i kość wołowa). Całą instalację elektryczną wykonał Krzysztof Kozik, a oświetlenie (2015) Jacek Bęś. Kotarki pól piszczałkowych wykonali w latach 2016–2017 rzeźbiarze Michał Oganiaczyk i Paweł Czekański. Klawiatura dzielona na część basową i dyszkantową (podział między klawiszami h i c1). Strój Werckmeister III, a1 = 440 Hz.
| Manuał C–f³ |                 |    |
| 1.          | Principal       | 8′ |
| 2.          | Flaut Major     | 8′ |
| 3.          | Octava          | 4′ |
| 4.          | Rohr Flaut      | 4′ |
| 5.          | Super Octava    | 2′ |
| 6.          | Mixtura 3 fach. | 1' |

| Pedał C–f1 |                |     |
| 7.         | Subbaß         | 16′ |
|            | Copula Clavier |     |

### Dzwon
Pierwsza wzmianka o dzwonach z tego kościoła pochodzi z 1581 roku, kiedy to Steffen Getz odlał 460 kilogramowy instrument. W 1625 roku zawisł w wieży kolejny, autorstwa Jacoba III Götza. Z roku 1627 pochodził wyjątkowy dzwon, gdyż został ufundowany przez samego ludwisarza, Sebastiana Götza. Również w tym roku odlano ważący 150 kg dzwon – dzieło „spadkobierców Götza”.
Kolejne dzwony datuje się na 1664, 1665 i 1666 r. W 1702 Sigismund Götz młodszy sporządził 70 kg dzwon, który dla kościoła św. Krzysztofa ufundował wrocławski cech kuśnierzy. Dzwon został zarekwirowany podczas II wojny światowej. Odnaleziono go na Cmentarzu Dzwonów w Hamburgu. Od 1953 roku bije w ewangelicko-luterańskim kościele św. Piotra w Geretsried w Bawarii. Drugi z zachowanych dzwonów historycznych bije dziś w kościele św. Krzysztofa w Spalt.
Kościół posiadał jeszcze dwa dwudziestowieczne dzwony: z 1907 oraz 1932 roku (560 kg). Niestety żaden z nich nie zachował się do naszych czasów.
Obecnie na wieży wisi jeden dzwon przeniesiony z ewangelickiego kościoła w Masłowie. Został odlany przez Johanna Jacoba Krumpfferta w 1726 roku. Posiada napęd ręczny.

## Duchowni i muzycy

### Duszpasterze (główni) kościoła od czasówReformacji
- Christoph Flacher 1523
- Michael Buckius 1550
- Nikolaus Siderus 1560
- Johann Phyretis 1583
- Christoph Hene 1610
- Johann Teutschmann 1612
- Johann Kurtzmann 1617
- Samuel Butschky 1618
- Michael Kusz 1638
- Johann Acoluth 1654
- Adam Regius 1659
- Georg Murawe 1688
- Christian Assig 1717
- Georg Schlag 1752
- Paul Twardy 1765
- Johann Samuel Martin 1803
- Gottlieb Leberecht Anders 1805
- Johann David Grotke 1811
- Paul Richard Stäubler 1844
- Karl Wilhelm Günther 1878
- Felix Adolf Kuenzel 1910
- Karl Friedrich Mueller 1919
- Georg August Seibt 1921
- Helmut Steckel 1945
- Herbert Rutz 1945
- Wolfgang Max Meissler 1945
- Jan Zajączkowski 1948
- Józef Pośpiech 1971
- Ryszard Borski 1988
- Andrzej Fober 2000
- Karol Długosz 2021

### Dyrektorzy muzyczni (kantorzy) i organiści od czasówReformacji
- Johann Kalkbrenner – 1523–1535
- Martin Olshausen – 1535–1557
- Phillipp Ebert – 1557–1570
- Nicolaus Lask – 1570–1612
- Michael Novak – 1612–1639
- Paul Rietschel – 1639–1674
- Christoph M. Bremer – 1674–1714
  - Georg Gebel – 1713–1714
- Georg Gebel – 1714–1744
- Gottlieb Benjamin Holland – 1744–1791
- Friedrich Atze – 1791–1837
- Johann Julius Seidel – 1837–1856
- Herman Schönfeld[a] – 1888–1893
- Emil Hiller – 1893–1920
- Wolfgang Reimann – 1920–1923
- Gerhard Zeggert – 1923–1946
- Doris Weyen – 1958–1990
- Johannes Mondry – 1990–1995
- Aneta Hermann – 1990–1995
- Janina Borska – 1995–2000
- Marek Pilch – 2002–2008
  - Małgorzata Zuchowicz – 2004–2008
- Małgorzata Zuchowicz – 2008–2011
- Tomasz Kmita-Skarsgård – 2010–2022
  - Jakub Tarka – 2011–2017
  - Artur Piwkowski – 2015–2023
- od 2022 – vacat
  - Mariusz Nowak – 2022–nadal